# Erastriopis costiplaga
Erastriopis costiplaga är en fjärilsart som beskrevs av Rothschild 1916. Erastriopis costiplaga ingår i släktet Erastriopis och familjen nattflyn. Inga underarter finns listade i Catalogue of Life.